# Canon EF-S 17-55mm
Le Canon EF-S 17-55mm f/2.8 IS USM est un zoom standard produit par Canon, utilisable sur les reflex EOS à monture EF-S.
Son angle de champ équivalent en 35 mm est de 27-88 mm.

## Spécifications
Dans sa catégorie (milieu de gamme), cet objectif se positionne comme l’un des meilleurs et des plus lumineux objectifs multi-usages du marché.
Son ouverture de f/2,8 est constante sur toute la plage de focales et son stabilisateur d’image lui permet d'obtenir un gain de trois vitesses d’obturation. Ces caractéristiques lui confèrent une bonne aptitude en basse lumière.
Le 17-55mm contient deux lentilles UD (ultra-low dispersion) qui sont généralement réservées aux objectifs de la série L. Ses qualités d’image le positionnent parmi les meilleurs zooms standards EF-S.
Si sa qualité de fabrication est inférieure à la série L (corps en polycarbonate et non en alliage de magnésium), elle reste néanmoins supérieure à certains autres objectifs EF-S.
L’aberration chromatique et un léger vignettage à f/2.8 font partie des petites faiblesses de cet objectif. Elles restent néanmoins négligeables pour un zoom dans cette catégorie. Il est également conseillé d’utiliser le pare-soleil car cet objectif est sujet au flare.

### Documentations
- Spécifications techniques sur le site Canon France